# Двопорі
Двопорі (Ditrysia) є позатаксономічною групою лускокрилих. Вони названі так тому, що самиця має два різних сексуальних отвори: один для спаровування, а інший — для відкладання яєць (на відміну від Monotrysia).
Близько 98% описаних видів лускокрилих належать до Ditrysia. Ті види, які мають спинну серцеву судину, відносяться до секції Cossina. Ті види, у яких черевна серцева судина — до Tineina.

## Ресурси Інтернету
- Tree of Life project page: Ditrysia [Архівовано 11 серпня 2020 у Wayback Machine.]
- Вікісховище має мультимедійні дані за темою: Двопорі